# Wspaniały Powrót
Wspaniały Powrót (w jęz. fr.: La Glorieuse Rentrée) – to powrót i zbrojne zajęcie ojczystych dolin w zachodnich Alpach w 1689 przez waldensów, wysiedlonych przymusowo do Szwajcarii.

## Historia
Waldensi jako jedyna nie-katolicka grupa religijna przetrwali prześladowania od XII do XVII w. w niedostępnych dolinach alpejskich na pograniczu Francji i Sabaudii.
W 1686 książę Sabaudii Wiktor Amadeusz II postanowił "ostatecznie rozwiązać" problem waldensów wysiedlając ich przymusowo do Szwajcarii. Najpierw osadził ich całymi rodzinami w specjalnych obozach (które można uznać za prototyp obozów koncentracyjnych). Wysiedlenia rozpoczęły się w styczniu 1687. Waldensi, (2700 osób, zgrupowanych w 13 kolumn), musieli w środku zimy pieszo przejść przez wysokie szczyty alpejskie; wielu z nich zmarło w drodze. 
W Szwajcarii zostali osiedleni na terenie obecnego kantonu Vaud, który swoją nazwę wziął od francuskiego słowa "waldens" = "Vaudois". Nie zasymilowali się jednak z miejscową ludnością i marzyli o powrocie. Okazja nadarzyła się wkrótce, kiedy nowy król Anglii Wilhelm III Orański, stworzył plan wykorzystania waldensów do walki dywersyjnej na tyłach armii króla Francji Ludwika XIV.
Wyszkolony i uzbrojony oddział około tysiąca ludzi (w tym ponad 60% waldensów) w połowie kwietnia 1689 przepłynął  w nocy Jezioro Lemańskie i przebył 200 km aż do ojczystych alpejskich dolin waldensów. Ta operacja wojskowa wykorzystała efekt zaskoczenia i nie napotkała niemal żadnego oporu- jedyne krwawe starcie miało miejsce 23 kwietnia w dolinie Suze (poległo 30% ludzi z oddziału). Nowi katoliccy osadnicy uciekli w panice, pozostawiając puste osady. Waldensi szybko zorganizowali na miejscu obronę tak skutecznie, że plan marszałka Catinata, aby pokonać ich przed nadejściem zimy, nie powiódł się. 2 maja 1690 4000 dragonów z królewskich wojsk francuskich nie mogło pokonać 300 partyzantów-waldensów, którzy jednak musieli uciec w nocy wobec przewagi wroga. Kilka dni później książę Sabaudii zerwał sojusz z Francją i nawiązał sojusz z Anglią, co zablokowało francuską akcję wojskową przeciwko waldensom. W  1694 książę zagwarantował waldensom bezpieczeństwo w edykcie o tolerancji, jednak zamknął ich doliny i stworzył dla waldensów getto.
Rozmach i śmiałość operacji wojskowej, zwanej "Wspaniałym Powrotem", uczyniły z niej jedno z najważniejszych wydarzeń w historii waldensów oraz symbol walki o ojczyznę.